# جوليا باركر
جوليا باركر (بالإنجليزية: Julia Parker)‏ هي منجمة أسترالية، ولدت في 1932.